# Amiga 1500
Il Commodore Amiga 1500 o Commodore A1500, comunemente conosciuto come Amiga 1500 o A1500, è un personal computer della Commodore International basato sulla piattaforma Amiga.
L'Amiga 1500 è stato commercializzato nel 1990 esclusivamente nel Regno Unito.

## Descrizione
L'Amiga 1500 si presenta in case desktop con due periferiche in dotazione: una tastiera alfanumerica e un mouse a due tasti. Il display video, necessario per il funzionamento dell'Amiga 1500, non è compreso.
L'Amiga 1500 è un Amiga 2000 dotato di serie di due floppy disk drive da 3,5" DS/DD (double sided/double density) invece che uno.

## Specifiche tecniche
- CPU: Motorola 68000 (bus indirizzi a 32 bit; bus dati a 16 bit; frequenza di clock: 7,09 MHz).
- Chipset: OCS (con Fat Agnus in grado di indirizzare fino a 1 MiB di Chip RAM).
- ROM: 256 KiB per Kickstart 1.3.
- RAM: 1 MiB configurati come 1 MiB di Chip RAM (RAM accessibile sia alla CPU che al chipset) e 0 B di Fast RAM (RAM accessibile solo alla CPU).
- Grafica: 320×256 progressiva o 320×512 interlacciata a 50 Hz con 32 colori visualizzabili contemporaneamente da una palette di 4096, 640×256 progressiva o 640×512 interlacciata a 50 Hz con 16 colori visualizzabili contemporaneamente da una palette di 4096.
- Suono: stereofonico generato da 4 canali audio PCM (2 per il canale stereo sinistro e 2 per il canale stereo destro) con risoluzione 8 bit/28 kHz (ampiezza dei campioni/frequenza dei campioni).
- Drive di serie: 2 floppy disk drive (alloggiati nel case del computer) da 3,5" DS/DD (double sided/double density) in grado di memorizzare sul floppy disk fino a 880 KiB formattando con file system Amiga.
- Vani per drive generici: 2 da 3,5" accessibili esternamente (occupati dai 2 FDD), 1 da 5,25" accessibile esternamente;
- Vani per drive custom: non presenti.
- Periferiche di serie: tastiera alfanumerica e mouse a due tasti.
- Sistema operativo di serie: AmigaOS 1.3 (sistema operativo dotato, fin dalla prima versione 1.0 del 1985, di doppia interfaccia utente di tipo video: CLI e GUI WIMP a colori).
- Connessioni: 1 seriale (COM), 1 parallela (LPT).